# Personaggi de Il maresciallo Rocca
In questa voce sono elencati i personaggi presenti nella serie televisiva Il maresciallo Rocca e nella miniserie Il maresciallo Rocca e l'amico d'infanzia.

## Giovanni Rocca
Giovanni Rocca è il personaggio protagonista della serie, interpretato da Gigi Proietti.
Originario di Roma, partecipa alle missioni di soccorso del terremoto dell'Irpinia del 1980 e successivamente si trasferisce a Viterbo, dove diventerà maresciallo aiutante dei Carabinieri. Rimasto vedovo, oltre al lavoro dovrà pensare a crescere da solo i figli Giacomo, Daniela e Roberto. Sebbene il nome Giovanni Rocca coincide con il nominativo di una persona realmente esistita, il nome del personaggio di fantasia non è stato scelto come un riferimento a tale persona. Il suo migliore amico, nonché suo fidato collaboratore, è il Brigadiere Alfio Cacciapuoti; i due lavorano insieme da circa 25 anni.
Tra i suoi uomini migliori ci sono Michele Banti, Carmelo Russo, Giulio Antonangeli e i fratelli Fait. Inoltre spesso il Maresciallo lavora col Capitano Daniele Aloisi e col sostituto procuratore Gennaro Mannino, col quale a volte ha dei battibecchi circa la pista da seguire nelle indagini, ma con il quale poi c'è sempre un profondo rispetto. All'arrivo della mezza età, il Maresciallo con i figli in età post-adolescenziale, conoscerà la farmacista Margherita Rizzo. Durante la prima stagione i due cominciano a frequentarsi spesso, anche se a volte si allontanano a causa di alcune scelte di lei come quella di ritrovare il suo violento ex marito, del quale Rocca ha sempre avuto una pessima opinione. Inoltre il Maresciallo rimane profondamente colpito dalla morte di Antonio Fait, uno dei suoi uomini migliori, ucciso da una banda di trafficanti di droga, che Rocca poi riuscirà a sgominare.
Nell'episodio successivo, suo figlio viene rapito da dei criminali e il Maresciallo, tra la rabbia e la tenacia, cercherà e riuscirà a ritrovarlo e ad arrestare i rapitori e quello successivo riesce a trovare Sandra, l'amica di Daniela che si era rifugiata a casa di un amico chitarrista per fuggire dal padre. Nel frattempo continua la sua relazione controversa con Margherita e i due, nell'ultimo episodio, annunceranno il loro fidanzamento. Sempre in questo episodio, però, Domenico Scala, un criminale arrestato da Rocca anni prima, evade dal carcere e tenta di vendicarsi del Maresciallo, facendolo passare per un suo complice. Il Maresciallo viene così sospeso dal servizio, ma alla fine riuscirà a catturare Scala e a farlo riportare in prigione. All'inizio della seconda stagione, a pochi giorni dal matrimonio, Margherita verrà arrestata con l'accusa di aver ucciso il suo ex marito nella camera di un motel. Giovanni fin dall'inizio crederà all'innocenza della compagna e indagando con gli altri Carabinieri scoprirà che l'assassino era uno dei ladri di una chiesa e una complice.
I due così riescono a sposarsi, nonostante il loro matrimonio venga interrotto da un omicidio avvenuto alle terme, e alla fine della seconda stagione decideranno di prendere in adozione il piccolo Tommaso Bastiani, la cui madre Rosa era stata uccisa a coltellate da un serial killer (che aveva ucciso anche la sorella più piccola di Banti) che tenterà di uccidere anche sua figlia Daniela, ma il Maresciallo, grazie all'aiuto di Banti, arriverà in tempo per salvare la figlia e eliminare il killer, che verrà freddato dal carabiniere. Nell'ultimo episodio, inoltre, Giacomo dopo aver svolto alcuni lavoretti ed aver incontrato una giovane ragazza con cui si fidanza, annuncerà di aspettare un bambino da lei e di volersi sposare. Durante la terza stagione Giovanni è alle prese col matrimonio di Giacomo, indeciso fino all'ultimo sul matrimonio ma che alla fine salirà sull'altare e sposerà la fidanzata Antonella, figlia dell'imprenditore Cesare Massimini. Ma Rocca dovrà vedersela con l'affidamento di Tommy, pieno di ostacoli a causa dell'età avanzata sua e di Margherita e, in seguito, dal padre naturale che vuole riavere il figlio. Alla fine riusciranno ad ottenere l'affidamento.
Inoltre Rocca avrà spesso forti discussioni con la moglie, gelosa del nuovo Magistrato Lucia Ascari, al punto da decidere di organizzare il viaggio di nozze che non aveva potuto avere tre anni prima. Tuttavia, proprio il giorno della partenza, un boss nemico di Rocca mette una bomba sulla sua auto: l'auto del maresciallo esplode mentre Margherita si trova da sola a bordo, uccidendola. Rocca, dopo un periodo di solitudine, decide di rientrare in servizio e scovare i capi dell'organizzazione che ha progettato l'attentato. Dopo essere stato gravemente ferito in un conflitto a fuoco entrerà in coma, da cui uscirà anche grazie all'amore del piccolo Tommy, e successivamente verrà premiato con una medaglia al valore. All'inizio della quarta stagione rifiuterà un trasferimento a Pordenone e incontrerà, dopo tanto tempo, Francesca Mariani, figlia di un ex carabiniere e maestra di Tommy. I due iniziano a vedersi spesso, anche perché lei è sempre stata innamorata del maresciallo, e decidono di mettersi insieme.
In questa stagione Rocca è alle prese anche con il matrimonio di Daniela, col poliziotto Marco Sallustri, e con la scelta di Roberto di aprire un pub per sfruttare la sua passione per la cucina. Tuttavia il maresciallo avrà anche casi complicati tra le mani da risolvere: quello più importante è di sicuro quello che vede coinvolto il consuocero Massimini, scoperto a macellare carne clandestinamente, col quale si complicheranno i rapporti già burrascosi, mentre nell'ultimo episodio un serial killer che sembra agire senza un motivo spinge Mannino a togliere il caso al maresciallo e a chiamare una squadra speciale da Roma. Tuttavia il maresciallo riesce a risolvere il caso e a catturare il killer.
Nella quinta stagione il maresciallo, nonostante la relazione con Francesca, inizia una bella amicizia col tenente Natalina Solimeni, medico legale col quale sembra addirittura cominciare una relazione, ma che alla fine lascerà quando scoprirà che Francesca ha avviato anch'ella una relazione con un collega di Rocca, il maresciallo Andrea Di Carmine. Inoltre suo genero Marco rivelerà di aver tradito Daniela con un'informatrice in cambio di una soffiata, e quindi inizierà una crisi coniugale tra i due che però riusciranno a riconciliarsi. Giacomo sceglie di entrare nell'arma e seguire le orme paterne, mentre Roberto decide di entrare in seminario. Il maresciallo nell'ultimo episodio si rompe una gamba in un incidente domestico e si trasferisce da Francesca. Dopo essere sopravvissuto all'attacco di un killer che ce l'aveva con lui, decide di sposarsi per la terza volta con Francesca, anche lei nel frattempo rimasta vittima di una gamba rotta.

## Margherita Rizzo
Margherita Rizzo, interpretata da Stefania Sandrelli, è la moglie di Giovanni Rocca dalla prima alla terza stagione.
Divorziata dal marito Enrico, Margherita acquista una farmacia nel centro di Viterbo e conosce il maresciallo dei Carabinieri Giovanni Rocca. I due cominceranno a instaurare una bella amicizia, e anche una relazione che verrà però ostacolata da alcune incursioni dell'ex marito di Margherita che tenta di riconciliarsi con lei, ma i due alla fine si separano definitivamente. Alla fine della prima stagione si fidanza ufficialmente con il maresciallo.
Nel primo episodio della seconda stagione viene coinvolta nella morte di suo marito Enrico, in quanto la sera prima dell'omicidio i due si erano incontrati nella camera di un motel e avevano avuto una forte discussione, e in quanto era stato trovato un pezzo del suo vestito indossato quella sera. Margherita viene così arrestata e portata in carcere, ma grazie al sostegno di Rocca, che scoverà i veri colpevoli, verrà poi scagionata e liberata. Successivamente, dopo l'acquietarsi della situazione, i due si sposano, nonostante poi il loro viaggio di nozze venga interrotto da un omicidio.
Dopo essersi sposata con il Maresciallo, Margherita comincia ad avvertire una grande voglia di maternità; dopo aver convinto il marito, i due decidono di adottare Tommy, neonato rimasto orfano dopo che la madre viene uccisa dal preside di un liceo. Nella terza stagione i due affronteranno diversi ostacoli, a causa dei problemi con l'affidamento relativi all'età avanzata della donna e di Rocca e, in seguito, Margherita verrà anche ricattata dal padre naturale di Tommy, che alla fine deciderà di lasciarlo con lei e il maresciallo.
Sempre nella terza stagione diventa molto gelosa del magistrato Lucia Ascari, collaboratrice del marito, e per questo i due avranno forti discussioni. Mentre i Carabinieri sono alle prese con una serie di omicidi messi a segno da un'organizzazione mafiosa pugliese, Margherita e Giovanni, per riconciliarsi definitivamente, partono per il viaggio di nozze che non hanno mai fatto; ma proprio il giorno della partenza, mentre lei si trova da sola in macchina, il boss dell'organizzazione fa esplodere una bomba collocata nell'auto premendo il tasto di un telecomando. Nonostante i soccorsi Margherita muore all'istante.

## Francesca Mariani
Francesca Mariani, interpretata da Veronica Pivetti. è una maestra elementare, presente nelle ultime due stagioni e nella miniserie conclusiva.
Figlia di un ex-maresciallo dei Carabinieri, Francesca torna a Viterbo come insegnante di scuola elementare, dopo aver vissuto per circa dieci anni nel Nord Italia. Tra i suoi alunni c'è Tommaso Rocca, figlio adottivo del maresciallo Giovanni Rocca, vecchio amico e collega del padre.
Francesca avrà una breve relazione prima col Procuratore Capo Gennaro Mannino, conosciuto durante una serata in discoteca, poi col maresciallo Stefano Alfano, che le era stato presentato da Rocca e, dopo molte indecisioni, decide di restare a Viterbo anziché partire per Varese, essendosi innamorata di Rocca. Dopo circa due anni diventerà gelosa nei confronti del tenente della scientifica Natalina Solimeni, avendo quest'ultima una breve relazione col maresciallo, e per ripicca farà la stessa cosa quando conoscerà il maresciallo Andrea Di Carmine, venuto a Viterbo per un recupero di opere d'arte. Dopo la partenza di quest'ultimo per l'Iraq, Francesca ospita a casa sua Rocca e i due faranno chiarezza sugli equivoci creatisi nell'ultimo periodo, decidendo di sposarsi. Dopo il matrimonio Francesca lascia la sua casa per trasferirsi in quella del maresciallo.

## Alfio Cacciapuoti
Alfio Cacciapuoti è un anziano brigadiere dell'Arma dei Carabinieri che ricopre spesso il ruolo di "Vice" del Maresciallo Rocca. Durante la prima stagione, nell'episodio L'ostaggio, viene colpito da un infarto e per questo lascia l'Arma, raccontando al Maresciallo di essere malato da tempo ma di non averlo mai detto a nessuno. Sostituito dal più giovane Brigadiere Stefano Alfano, Cacciapuoti continua ad aiutare gli ex colleghi nelle indagini per alcuni episodi; all'inizio della seconda stagione, con la promozione di Alfano a Maresciallo e con il miglioramento delle sue condizioni fisiche, viene reintegrato nell'Arma e riassegnato alla Stazione di Rocca.
Migliore amico del Maresciallo, Cacciapuoti informa il procuratore Mannino e il Capitano De Santis che Rocca si stava recando da solo in Puglia, per scovare un'organizzazione criminale che aveva ucciso molte persone, tra cui sua moglie Margherita, nonostante il divieto.
A partire dalla quarta stagione si troverà come parigrado Michele Banti, e inizialmente entrerà in conflitto poiché teme di perdere il posto a favore del più giovane collega.
Nel corso della serie si dimostra molto avverso nei confronti dei mezzi informatici, nonostante Banti cerchi di insegnargli i metodi. In compenso, soprattutto nelle prime stagioni, dimostra di avere un'eccezionale memoria.

## Gennaro Mannino
Gennaro Mannino, interpretato da Mattia Sbragia, inizialmente figura come sostituto procuratore di Viterbo, e successivamente viene promosso procuratore capo.
Mannino e il maresciallo Rocca si trovano perennemente in contrasto, ma nonostante un forte dissenso tra i due c'è anche innegabile rispetto e fiducia l'uno nei confronti dell'altro.
Nell'ultimo episodio della seconda stagione Mannino annuncia a Rocca e al capitano Aloisi di trasferirsi a Roma, e dopo due anni torna a Viterbo come procuratore capo, portandosi dietro una sua collaboratrice, la dottoressa Lucia Ascari, come nuovo sostituto procuratore.
Apparentemente uomo di sani principi e d'impeccabile morale, ha dimostrato in alcune occasioni anche bizzarre abitudini: nella quarta stagione ha una brevissima relazione con Francesca Mariani, conosciuta in discoteca e successivamente, nel corso di una perquisizione a casa di un uomo che preparava filtri, Rocca e il brigadiere Banti noteranno che nell'agenda del mago, tra i clienti fissi, c'era anche Mannino.

## Michele Banti
Michele Banti, interpretato da Paolo Gasparini, è orfano di padre ed è costretto alla vita militare per il mantenimento della famiglia composta da sei sorelle più la madre. All'inizio della serie è Appuntato Scelto e nell'ultima puntata della seconda stagione si vedrà coinvolto personalmente con l'uccisione della sorella più piccola, Roberta.
Nella terza stagione, dopo il ferimento di Andrea Fait durante un'operazione, scuote Rocca attaccandolo anche pesantemente per aver deciso di smettere di investigare, incitandolo a tornare in servizio. All'inizio della quarta stagione viene promosso Brigadiere, dopo aver vinto il concorso, e cercherà di insegnare all'anziano parigrado Alfio Cacciapuoti, i moderni metodi informatici necessari per risolvere le indagini, nonostante le evidenti difficoltà di quest'ultimo nei confronti delle moderne tecnologie.
Durante la quinta stagione annuncerà a Rocca di voler passare di grado, da Brigadiere a Maresciallo. È certamente l'uomo migliore della squadra di Rocca.

## Daniela Rocca
Daniela Rocca, interpretata da Francesca Rinaldi, è la secondogenita del maresciallo Giovanni Rocca. Nelle prime due stagioni frequenta il Liceo classico di Viterbo, venendo coinvolta in due episodi: nel primo è alle prese con l'improvvisa scomparsa della sua migliore amica, Sandra Varano, mentre nel secondo il preside del Liceo, dopo aver ucciso due ragazze diciottenni (la madre naturale di Tommy e la sorella dell'Appuntato Banti), cercherà di fare altrettanto con Daniela, che però verrà salvata appena in tempo dal padre e dallo stesso Appuntato Banti.
Fidanzata con il poliziotto Marco Sallustri, si sposa all'inizio della quarta stagione e, dopo il matrimonio, i due decidono di vivere in casa di lei, insieme al padre e al fratello adottivo.
Nella quinta stagione annuncia di aspettare una figlia, ma poco tempo dopo litigherà con il Marco, dopo aver saputo che lui era andato a letto con una sua informatrice.
Dopo aver partorito la piccola Alice, Daniela decide di perdonare Marco, dandogli un'altra possibilità, ed entrambi decidono di andare a vivere da soli nella vecchia casa di Francesca.

## Carmelo Russo
Carmelo Russo, interpretato da Massimiliano Virgilii, è un amico intimo di Antonio Fait, e dopo la sua morte decide di sorvegliare l'ex fidanzata ricoverata in ospedale; in seguito dirà a Rocca che per lui Antonio non è morto, ma è stato soltanto trasferito. Amante della maratona, si allena continuamente per entrare a far parte della squadra per maratonisti dei carabinieri. Spesso gli accadrà di rinviare tale aspirazione per incidenti di servizio: nella prima stagione verrà morso e ferito ad una gamba dal cane Birillo; nell'ultima stagione, verrà ferito alla spalla da un rapinatore che ha forzato un posto di blocco, e infine, in Il maresciallo Rocca e l'amico d'infanzia, dopo aver detto a Banti di aver intenzione di partecipare alla Maratona di New York, verrà ferito da un proiettile sparato da un ricercato slavo.
Nella seconda stagione dimostra un vivo interesse per la secondogenita del maresciallo, Daniela,nell'ultimo episodio della terza è fidanzato con una barista della stazione, che fornirà a Rocca un'importante informazione su un'organizzazione criminale, mentre all'inizio della quarta stagione si fidanza con una quarantenne sposata, e quando il marito scoprirà questa relazione Russo verrà riempito di botte rimediando un occhio nero. Nella quinta stagione infine mostra interesse per la Jacinta, la colf spagnola di Rocca, senza però essere ricambiato, ma poi, mentre è sotto sedativi in seguito alla ferita alla spalla, confesserà a Rocca di amare ancora Daniela.

## Roberto Rocca
Roberto Rocca, interpretato da Francesco Lodolo, è il terzogenito del maresciallo Giovanni Rocca, ed è grande appassionato di cucina, anche se il padre cercherà spesso di evitare di mangiare i suoi piatti particolari.
Durante la prima stagione, con non poche difficoltà, convincerà il padre ad adottare il cane Birillo, il cui padrone era morto durante l'incendio di una casa di cura per anziani e verrà coinvolto nella rapina di un supermercato, venendo preso come ostaggio: verrà liberato grazie all'intervento dei Carabinieri e anche grazie all'aiuto del fratello Giacomo e di Marco.
Durante la quarta stagione decide di aprire un'enoteca insieme ad un amico, anche se poco tempo dopo dovrà tornare a vivere con il padre a causa dell'andamento del locale non proprio positivo e al taglio delle spese.
Nell'ultima stagione annuncerà al padre e agli altri familiari l'intenzione di entrare in seminario per diventare sacerdote, decidendo di vendere il locale.

## Giacomo Rocca
Giacomo Rocca, interpretato da Angelo Sorino, è il figlio primogenito del maresciallo Giovanni Rocca, nelle prime due stagioni è uno studente universitario che trova qualche lavoretto per mantenersi. Nel corso della seconda stagione si fidanza con Cristina, che nell'ultimo episodio annuncia di essere incinta, ma quando Giacomo scopre che non è vero lei decide di lasciarlo. All'inizio della terza stagione, dopo essersi laureato, si sposa con Antonella Massimini, figlia di un imprenditore locale, e poco tempo dopo diventerà padre.
Nel frattempo lavora come contabile nell'azienda del suocero, ma nel corso della quarta stagione scoprirà che proprio il suocero vendeva della carne macellata clandestinamente e, convinto che Antonella fosse a conoscenza della cosa e stesse zitta, decide di separarsi per un po' e tornare a casa con suo padre e i fratelli: quando la situazione viene chiarita, decide di ritornare dalla moglie, che sta aspettando da lui un nuovo figlio.
Nell'ultima stagione viene preso nell'Arma dei Carabinieri dopo aver vinto il concorso e parte per Roma, nonostante il parere contrario del suocero, diventando successivamente Tenente dei Carabinieri.

## Marco Sallustri
Marco Sallustri, interpretato da Maurizio Aiello, appare per la prima volta nell'episodio Morte di una ragazza polacca, nel ruolo di un agente di Polizia che indaga sulla morte di una giovane polacca avvenuta poco fuori città. Da quel momento, in varie occasioni, Marco collaborerà spesso con i carabinieri, in particolare col Maresciallo Rocca, in quanto ci saranno correlazioni tra le indagini delle due forze dell'ordine.
Da queste collaborazioni Marco conoscerà la figlia del maresciallo, Daniela, con cui si fidanza. Durante la terza stagione Marco viene trasferito in Puglia per catturare un'organizzazione criminale, la stessa su cui stava indagando il maresciallo Rocca. All'inizio della quarta stagione, dopo circa un anno trascorso in Puglia, ritorna a Viterbo per sposarsi con Daniela, e i due decideranno di vivere in casa di lei, insieme al padre e al fratello adottivo.
Durante l'ultima stagione diventa ispettore e viene accusato di violenza sessuale da una sua informatrice; Marco smentisce le accuse, ma ammette di essere andato a letto con lei, e per questo motivo litigherà con la moglie poco tempo prima della nascita della loro bambina. In seguito Marco verrà scagionato dalle accuse, scoprendo che la sua informatrice era stata costretta a fare il suo nome, dopo essere stata minacciata, per impedirigli di indagare su un traffico di sostanze dopanti provenienti dall'Europa dell'est.
Dopo il battesimo della figlia Alice, Daniela decide di perdonarlo, dandogli un'altra possibilità, ed entrambi decidono di andare a vivere da soli nella vecchia casa di Francesca.

## Daniele Aloisi
Daniele Aloisi, interpretato da Roberto Accornero, è il Capitano diretto superiore di Rocca, a cui questi deve sempre riferire i progressi delle indagini.
Appare in tutte le stagioni ad eccezione della terza, in cui viene sostituito dal Capitano De Santis: non viene spiegato come mai dapprima sia stato sostituito e poi invece ritorni a ricoprire il suo ruolo ma, come nella realtà,  è molto probabile che la sua assenza sia dovuta alla frequentazione, presso la Scuola Ufficiali dei Carabinieri, del Corso di Istituto, propedeutico alla nomina ai Gradi degli Ufficiali Superiori.
Nella prima, seconda e quarta stagione ricopre il Grado di Capitano; invece nella quinta riveste il Grado di Maggiore, essendo stato promosso. Uomo onesto e severo, alle volte rimane perplesso riguardo ai metodi di Rocca, ma ne riconosce la bravura e ne ammira la dedizione, pur dovendolo riprendere in alcune occasioni.

## Antonio Fait
Antonio Fait, interpretato da Daniele Petruccioli, è un Carabiniere Scelto presente nei primi cinque episodi della prima stagione.
Si è dimostrato sin dall'inizio un Appuntato sveglio e capace, diventando così uno degli uomini migliori di Rocca. È fidanzato con una ragazza tossicodipendente, che verrà picchiata a sangue dai suoi pusher che la ritenevano un'informatrice e che in seguito al pestaggio perderà il bambino che aspettava da Antonio. Questi, in preda alla rabbia, affronta gli aggressori della ragazza rimanendone però ucciso.
Il Maresciallo Rocca, sentendosi in colpa per la morte di Fait, scoverà da solo i suoi assassini, e al termine dell'operazione i Carabinieri del Comando di Viterbo accoglieranno i genitori del giovane, venuti a prendere la salma del figlio per portarla al proprio paese e celebrare il funerale.
A partire dalla terza stagione apparirà Andrea Fait, fratello di Antonio, sempre interpretato da Daniele Petruccioli.

## Andrea Fait
Andrea Fait, interpretato da Daniele Petruccioli, fratello di Antonio Fait e presente a partire dalla terza stagione.
Si è arruolato nei Carabinieri due anni dopo la morte del fratello e giungerà alla Stazione del Maresciallo Rocca, ove presterà servizio, cinque anni dopo il suo assassinio .
Anch'egli elemento brillante, appena arrivato cercherà di dimostrare che non è inferiore al fratello deceduto, rendendosi quindi subito operativo.
Verrà ferito gravemente nel corso della terza stagione in una sparatoria, nel tentativo di fermare un pericoloso assassino, accusato di avere ucciso un pentito.

## Tommaso Rocca
Tommaso Rocca, interpretato da Valerio Vinciarelli, conosciuto come Tommy (nato con il cognome Bastiani o Maglione).
Figlio di Rosa Bastiani, una ragazza poco più che diciottenne, rimane orfano dopo pochi mesi a causa dell'assassinio della madre, accoltellata vicino ad un chiosco, e viene preso in adozione dal Maresciallo Giovanni Rocca e dalla moglie Margherita Rizzo. Dopo circa tre anni compare suo padre naturale, Vito Maglione, tornato dal Canada, che comincia a ricattare Margherita per riavere il figlio, ma durante l'irruzione dell'assassino di un militare sarà proprio lui a salvarlo, rimanendo ferito.
Poco tempo dopo il piccolo Tommy viene ufficialmente adottato dal Maresciallo.
Tre anni dopo la morte di Margherita diventerà alunno di Francesca Mariani, vecchia amica e futura moglie del padre. Nell'ultima stagione, dopo la nascita della piccola Alice, si sentirà trascurato e per attirare l'attenzione su di sé comincerà a rubare al supermercato e poi a scuola: scoperto da Francesca, Tommy racconterà tutto a suo padre, il quale, dopo averlo rimproverato, lo rassicura dicendo che gli vorrà ugualmente bene.

## Cesare Massimini
Cesare Rocco Massimini, interpretato da Enio Girolami, è il titolare di una ditta alimentare e il padre di Antonella, moglie di Giacomo Rocca, e consuocero del Maresciallo Giovanni Rocca. Nella quarta stagione viene coinvolto in un caso di omicidio, dal momento che un ex dipendente fu ucciso la sera in cui i due si erano dati appuntamento nel parcheggio del bowling. Massimini dirà prima a Rocca e poi al magistrato che quell'incontro era dovuto al fatto che l'ex dipendente continuava a ricattarlo, dal momento che aveva scoperto che vendeva carne macellata clandestinamente, e che precedentemente gli aveva dovuto sborsare 500 milioni, coi quali si era aperto una macelleria.
Massimini deciderà di patteggiare, pagando una multa di 150.000 euro, mentre verrà prosciolto dall'accusa di omicidio. Da quel momento entrerà in conflitto col consuocero, salvo poi perdonarlo dopo un paio di mesi, alla vigilia di Natale, invitandolo a casa sua.
Dopo quasi due anni entrerà in contrasto con Giacomo, diventato Carabiniere, per i pericoli che potrà correre lui e il resto della famiglia e per il fatto che stando nell'Arma avrebbe guadagnato molto meno denaro rispetto all'attività imprenditoriale.